# Cd-rom
Cd-rom er et optisk medie til data. 
Cd er en forkortelse for det engelske: Compactdisk og rom er et akronym for read-only-memory
En standard cd-rom er 12 cm i diameter og har en lagerkapacitet på 650 MB eller 700 MB.
Der er flere forskellige typer – og standarder – og anvendelsesmulighederne er også vokset i takt med it-udviklingen.
F.eks. findes en variant, der tillader skrivning flere gange på samme cd-medie, og de kaldes for CD-RW (RW står for Re-Write eller "gen-skrivning", hvorefter den originale udgave kom til at hedde: CD-R – hvor R står for Recordable eller, frit oversat; "skrivbar")
En CD-rom består af flere lag. Størstedelen (bunden) af CD'en er støbt i Polykarbonat. Herefter belægges overfladen med enten en speciel farve (CD-R) eller film (CD-RW) som kan styre hvor laseren lys kan passere igennem. Dernæst lægges der et lag reflektivt materiale, typisk af aluminium, guld eller sølv. Oven på det reflektive metal-lag, lægges et lag beskyttende lak. Hvis der er label på CD'en, er denne klistret oven på lakken.